# Manuel Sanjulián
Manuel Pérez-Sanjulián Clemente, más conocido como Manuel Sanjulián o sólo Sanjulián por el nombre con que ha firmado la mayoría de sus obras, es un ilustrador e historietista español.

## Trayectoria

### Comienzos profesionales[1]
Sanjulián nació en Barcelona en 1941. En su primera juventud no consideró dedicarse al dibujo profesionalmente, ya que lo consideraba una afición. Acabado el bachillerato, con unos 16 años, se inscribió en la Escuela de Náutica de Barcelona, ya que su aspiración era ser marino mercante, siguiendo la tradición familiar. Sin embargo, para ganar un dinero extra se le ocurrió elaborar una carpeta con retratos de estrellas de cine y ofrecerse a las agencias distribuidoras de la época como cartelista. Tras varios rechazos finalmente obtuvo un trabajo de prueba de la Fox hacia 1959. Su primer encargo fue un trabajo publicitario sobre el Diario de Ana Frank. Sin embargo no fue hasta que un amigo de la familia restaurador de arte le recomendó iniciar estudios de Bellas Artes, que se planteó dedicarse al dibujo de manera profesional. De este modo abandonó los estudios de náutica y se inscribió en la academia de Sant Jordi desde los 20 a los 25 años de edad.
Poco después una crisis en la publicidad cinematográfica, que empezó a realizarse fuera de España le hizo decidirse a buscar alternativas, por lo que se encaminó a la editorial Bruguera que le encargó una serie de historietas románticas. Sin embargo este estilo no era del gusto de Manuel por lo que a través de un compañero de Bellas Artes se puso en contacto con la agencia Selecciones Ilustradas de Josep Toutain. Esta era una agencia que proporcionaba dibujantes e historietistas para diversos encargos, principalmente en el extranjero y muy especialmente en el mercado británico, que vivía una etapa floreciente en aquella época. 

### En Selecciones Ilustradas
De este modo hacia 1961 se unió a la plantilla de la agencia y comenzó a dibujar historietas de corte histórico, un género en el que se especializó, realizando también numerosas historietas con temática de detectives, del Oeste o románticas. Las condiciones de trabajo en esta agencia eran bastante mejores que las habituales en España; Sanjulián cobraba unas 9000 pesetas por un mínimo de 68 páginas, sin derecho a firmar su obra o a recuperar los originales. 
Sin embargo tras finalizar el Servicio Militar buscó una forma de mejorar su posición y se interesó por la posibilidad de hacer portadas en color. Las historietas se realizaban en blanco y negro sin entintar. A sugerencia de Josep Toutain realizó algunas portadas con temática del oeste que fueron rechazadas por éste: "...esta portada llévasela a Bruguera, que es su estilo.". Esto encendió el orgullo de Sanjulián que se encerró y dibujó otras tres portadas. Cuando volvió a ver a Toutain este le dijo "si me haces varias como estas te las compro todas a 700 pesetas cada una", de manera que comenzó a trabajar principalmente como ilustrador de portadas.
En los años siguientes realizó numerosas portadas para Europa y algunas series para los países escandinavos. Posteriormente fue en el mercado británico donde destacó especialmente, como ilustrador para editoriales notables como Futura, Fontana o Harrow. 
Desde comienzos de la década de 1970 Selecciones Ilustradas comenzó a recibir encargos para trabajar para las editoriales americanas, al principio sólo historietas, pero posteriormente también portadas. Tras ver muestras de su trabajo la editorial Warren Publishing encargó varias portadas de terror y fantasía, géneros en los que estaba especializada esta editorial. También recibió un encargo de una portada para la editorial Dell. Esto supuso una mejora drástica en las condiciones de trabajo, de cobrar unas 2500 pesetas por portada pasó a ganar 19000. En los años siguientes su fama se consolidó en el mercado americano; en lo sucesivo no tuvo problemas para encontrar encargos para numerosas editoriales, ilustrando tanto portadas para la Warren, que el artista reconoce como los trabajos que más satisfacción le producían, como portadas de libros y novelas para otras editoriales: Dell, Avon, Ace, DAW, Bantam, Fawcett y Berkeley entre otras. Precisamente para la Dell firmó un contrato de exclusividad, sustituido posteriormente por otro de prioridad.
En los 70 también produjo algunas historietas; un par de adaptaciones de películas y una serie para la revista Cimoc.

### Después de S.I.
En 1984 abandonó Selecciones Ilustradas. A partir de esta época fue representado por Norma Agency, de Norma Editorial. Su trabajo en esta época se centró en los Estados Unidos que acaparó casi todos sus encargos, no dejándole casi tiempo para trabajar en España o Europa. 
En España su trabajo se ha centrado principalmente en la publicidad, con campañas para marcas como Winston, o el parque de atracciones PortAventura Park. También ha realizado varios carteles de películas como varios para el director Juan Piquer Simón, gran admirador de su trabajo, así como varios carteles para el Festival de Cine Fantástico de Sitges, ciudad en la que reside. Además de la ilustración comercial, ha realizado numerosas obras de pintura artística figurativa, si bien el autor rechaza la distinción entre ilustración y creación artística.
Ha recibido, a lo largo de los años numerosos galardones y reconocimientos y ha asistido a numerosos congresos y convenciones. Ha expuesto su obra en varias ocasiones en la Society of Illustrators de Nueva York.
En la actualidad vive en Sitges. Está casado y tiene dos hijos.

## Técnica y estilo
En su primera época Josep Toutain criticó su estilo como historietista, por lo que le sugirió la posibilidad de encajar mejor como ilustrador de portadas: 

«...es posible que lo hagas bastante bien, porque tú como historietista eres bastante malo, porque tus viñetas son bastante malas, pero de repente te concentras y haces una más grande que te queda bastante bien. Así que quizá tengas que dedicarte a la ilustración y no a la historieta.»

En sus inicios empleó el gouache para colorear sus ilustraciones pero nunca se sintió cómodo con esta técnica y pronto probó con [pintura al óleo], con la que obtuvo resultados más satisfactorios, primero con una ilustración de una bailarina sexy para el mercado alemán. En sus primeros años su estilo minucioso fue objeto de bromas cuando compartió estudio con Fernando Fernández, Félix Mas, Petronius y Josep Miralles: "ahora, con el pincel de un sólo pelo" le decían cuando estaba rematando sus dibujos. Por entonces es cuando su estilo fue tomando forma. Recorría las librerías de viejo buscando ediciones de libros de bolsillo americanos para fijarse en el estilo que se realizaba en el extranjero, más elaborado que el español, esto le hizo tomarse más en serio su trabajo y esforzarse en destacar de lo habitual.
Su estilo tiene influencias de los ilustradores decimonónicos e incluso, el realismo casi fotográfico de sus ilustraciones ha sido comparado con el de Velázquez. Sobre ilustradores contemporáneos se ha equiparado su estilo con una versión más realista de Frank Frazetta, autor en el cual el propio Sanjulián reconoce haberse fijado especialmente. De entre los españoles reconoció como el mejor a (y único) portadista a Enric Torres-Prat. Pese a haberse centrado principalmente en la ilustración Sanjulián ha declarado que le gusta mucho la historieta y que siempre ha estado abierto a la posibilidad de volver a publicar tebeos.
Sobre la diferencia entre su labor como ilustrador y el trabajo de historietista ha comentado:

« Hay dos diferencias entre el dibujante de historietas y el de portadas. El primero tiene toda una colección de viñetas para desarrollar la idea. El de portada tiene que aglutinar toda la idea de una historieta en un solo dibujo »
Entrevista en la revista Vudú

## Obra
Obras editadas en España
- 1973 Dossier Negro, Libro de historietas del sello Ibero Mundial de Ediciones, nºs Ext.2, 40, 43, 53 y 138
  - Vampus, revista de historietas del sello Ibero Mundial de Ediciones, nºs Ext.2, Ext.3, 12, 15, 19, 20, 22, 25, 30, 34, 51, 55, 60, 66 y 70
  - Rufus, revista de historietas del sello Ibero Mundial de Ediciones, nºs 1, Ext.1, 2, 4, 5, 8, 13, 16, 24, 25, 30, 32, 33, 36, 37, 39 y 40
- 1976 Kung-Fu, revista de historietas del sello Ediciones Amaika, S.A., nºs 1 y 8
  - Famosos Monsters del Cine, Revista gráfica del sello Garbo Editorial, S.A., n.º 14
  - Vampirella, revista de historietas del sello Garbo Editorial, S.A., nºs 19, 26 y 34
- 1979 Creepy, revista de historietas del sello Toutain Editor, nºs 0, Ext.2, 4, 22, 25, 26, 28, 31, 40, 50 y 79
- 1982 Delta, revista de historietas del sello Ediciones Delta, nºs 2 y 13
- 1984 Cimoc. Especial, Libro de historietas del sello Norma Editorial, S.A., n.º 4
  - Cimoc, revista de historietas del sello Norma Editorial, S.A., nºs 36, 57, 76, 78, 93, 96, 101 y 113
- 1986 Zona 84, revista de historietas del sello Toutain Editor, n.º 2, especiales sólo posters nºs 2, 3 y 4
- 1990 Creepy, revista de historietas del sello Toutain Editor, nºs 1, 5, 7, 9, 10, 13 y 19
- 1992 Comix Internacional, revista de historietas del sello Ediciones Zinco, S.A., n.º 1
  - Pesadilla en Elm Street, Cuaderno de historietas del sello Editorial Planeta-DeAgostini, S.A.

Portadas de cómic
- Atomika, 2009
- 1984, Warren Publishing, 1978
- Creepy, Warren Publishing, 1964, nºs 42, 46, 47, 48, 50, 51 y 61
  - Creepy, Warren Publishing, 2009, n.º 5
- Eerie, Warren Publishing, 1966, nºs 40, 41, 46, 48, 50 al 54, 58, 62, 63, 66, 67, 69, 70 al 72, 76, 102, 133 y 135
- Gespenster Geschichten, n.º 1168
- Heavy Metal, n.º 71, Especial 1984, Especial Vol.12
- Realms of Fantasy, octubre de 1996 y junio de 1997
- Vampirella, Warren Publishing, 1969, nºs 12 al 16, 23, 36 al 38, 44, 45, 50, 51, 55, 81, 91, 99, 100, 102, 107 y 109
  - Vampirella: Crimson Chronicles, n.º 1
  - The Best of Vampirella, 2008, n.º 1 Lost Tales
- Warren Presents, Warren Publishing, 1979, nºs 1, 6 y 13
- L'Eternauta, Comic Art, 1984, n.º 32
- Heavy Metal, Heavy Metal, 1983, vol. 6, n.º 11
- 1994, Warren Publishing, 1980, n.º 12
- Son of Heavy Metal, Heavy Metal, 1984, n.º 1

Portadas de novela
- The Artificial Man (1967)
- Bloodstalk (1975)
- Deadwalk (1976)
- Conan and the Sorcerer (1978 & 1984)
  - The Blade of Conan (1979)
  - The Treasure of Tranicos (1980)
  - Conan the Mercenary (1981)
  - The Flame Knife (1981)
- Zarsthor's Bane (1978)
- The Lost Continent (1979)
- The Gods of Bal-Sagoth (1979)
- Slaves of Sleep (1979)
- Three-Bladed Doom (1979)
- Tigers of the Sea (1979)
- Worms of the Earth (1979)
- Anackire (1983)
- The Year's Best Fantasy Stories: 9 (1983)
- The Name of the Rose (1984)
- Dinosaur Tales (1984)
- The Vizier's Second Daughter (1985)
- The Dragon Waiting (1985)
- The Green Pearl (1986 & 1987)
  - Madouc (1990)
- Janissaries III: Storms of Victory (1987 & 1988)
- Fletch, Too (1988)
- The Storm Lord (1988)
- The White Serpent (1988)
- The Warriors of Spider (1988)
  - The Way of Spider (1989)
  - The Web of Spider (1989)
- Crusader's Torch (1989)
  - A Candle for D'Artagnan (1989)
- The Lions of Tsavo (1989)
- The Artifact (1990)
- An Abyss of Light (1990)
  - Treasure of Light (1990)
  - Redemption of Light (1991)
- The Empire of Fear (1990)
- Scavenger Hunt (1990)
- Starstrike (1990)
- Rally Cry! (1990)
  - Terrible Swift Sword (1998)
- The Unicorn Solution (1991)
- Fire Crossing (1991)
- Requiem for the Conqueror (1991)
  - Relic of Empire (1992)
- Mistworld (1992)
  - Ghostworld (1993)
  - Hellworld (1993)
- The Last Dancer (1993)
- Dragon Reforged (1995)
  - Dragons Can Only Rust (1995)
- The Great and Secret Show (1995)
- Her Majesty's Wizard (1995)
- Devil's Tower (1996)
- Palace (1996)
  - The Eyes of God (1998)
- Tarzan Triumphant/Tarzan and the City of Gold (1997)
- See You Later (1998)
- Imperium Without End (1999)
  - Imperium Afire (2000)
- Devlin's Luck (2002)
  - Devlin's Honor (2003)
  - Devlin's Justice (2004)

Otras publicaciones
- Sanjulián, Luis Vigil, Norma Editorial, 1984
- Libro teórico: Colección Black and White (Recerca Editorial, Manacor, 2003)

- Sanjulian: Master Visionary (2001) ISBN 0-86562-039-3
- Sword's Edge: Paintings Inspired by the Works of Robert E. Howard (2010) ISBN 978-1-59929-053-9